# Myrcia sprengeliana
Myrcia sprengeliana är en myrtenväxtart som beskrevs av Otto Karl Berg. Myrcia sprengeliana ingår i släktet Myrcia och familjen myrtenväxter.
Artens utbredningsområde är Jungfruöarna. Inga underarter finns listade i Catalogue of Life.